# Auto da Liberdade
O Auto da Liberdade é o maior espetáculo brasileiro em palco ao ar livre, realizado anualmente no mês de Setembro na cidade de Mossoró no interior do Rio Grande do Norte.
O evento celebra os quatro atos libertários do município de Mossoró:
- Abolição dos Escravos em 1883 (5 anos antes da Lei Áurea);
- O Motim das Mulheres em 1875;
- O Primeiro Voto Feminino, de Celina Guimarães Viana, em 1928;
- A resistência ao bando do mais famoso cangaceiro do Nordeste, o Lampião, em 1927.